# Матюк, Николай Захарович
Николай Захарович Матю́к (1909 — 12 февраля 2007) — советский и российский авиаконструктор; доктор технических наук. Герой Социалистического Труда. Лауреат Ленинской премии и трёх Сталинских премий.

## Биография
Родился 14 (27) октября 1909 года в селе деревня Лешно (ныне Чистиковское сельское поселение, Руднянский район, Смоленская область). После окончания рабфака в 1929 году поступил в МВТУ имени Н. Э. Баумана, в 1935 году окончил МАИ, который выделился в самостоятельный вуз.
С 1933 году, ещё в студенческие годы, работал в ОКБ Н. Н. Поликарпова. С 1939 года— в ОКБ Микояна; в 1957—1997 годах — главный конструктор ОКБ имени А. И. Микояна.
В последние годы — главный конструктор государственного унитарного предприятия «Российская самолетостроительная корпорация «МиГ»».
Участвовал в разработке самолётов И-17, И-153 «Чайка», ВИТ-2, И-180, И-190, И-15, И-16, И-200 (МиГ-1), МиГ-3, МиГ-9, МиГ-15, МиГ-17, МиГ-19, МиГ-21, И-7К, И-75, И-75Ф и Е-150.
Руководил разработкой МиГ-25, МиГ-110.
Похоронен в Москве на Троекуровском кладбище.

## Награды и премии

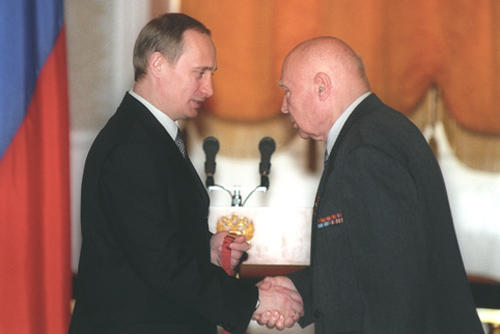
Николай Матюк с Владимиром Путиным, февраль 2000 года

- Сталинская премия второй степени (1949)— за создание нового самолётного агрегата
- Сталинская премия первой степени (1952) — за создание самолёта МиГ-17
- Сталинская премия (1954)
- Герой Социалистического Труда (12 июля 1957)
- орден Ленина (12 июля 1957)
- Ленинская премия (1972)
- орден «За заслуги перед Отечеством» III степени (27 декабря 1999)[5]
- медали.